# Абай (Саркандский район)
Абай (каз. Абай) — село в Саркандском районе Жетысуской области Казахстана. Входит в состав Алмалинского сельского округа. Код КАТО — 196043200.

## Население
В 1999 году население села составляло 670 человек (344 мужчины и 326 женщин). По данным переписи 2009 года, в селе проживали 683 человека (352 мужчины и 331 женщина).